# 伊藤慎
伊藤 慎（いとう まこと、1975年4月6日 - ）は、日本の元俳優、元スタントマンである。東京都出身。レッドアクションクラブ、タケシレーシングに所属していた。本名同じ。
仮面ライダーシリーズをメインとした特撮番組のスーツアクターとしても活躍していた。

## 略歴
子役時代の1988年、『じゃあまん探偵団 魔隣組』で運動神経抜群な魔隣組メンバー・江川ノボル役を演じた。
その後、新堀和男主宰のレッドアクションクラブに入団。クラブ内における真摯な態度が買われ、1995年に『超力戦隊オーレンジャー』でマシン獣役を演じた。
その後も怪人役を演じていき、2001年『仮面ライダーアギト』でヒーロー側のスーツアクターデビューをする。仮面ライダーシリーズではG3、ナイト、カイザ、カリス、ザビーおよびガタック、ゼロノスなどNo.2のライダーの役を多く演じているが、2005年の『仮面ライダー響鬼』には主役ライダーを担当した。またダンキ役で俳優として出演もしている。
2001年に結婚し、2児の父親である。
2005年、『劇場版 仮面ライダー響鬼と7人の戦鬼』の浜辺での撮影中、特殊な素材のスーツだったため、標準的な物より伝熱が早く、現場での位置の判断を誤り、爆発のシーンで下半身に火傷を負ってしまった。
2008年、12年間在籍したレッドアクションクラブを退団。活動の場を広げるべくタケシレーシングへ移籍し、バイク・カースタントを勉強することとなった。レッドアクションクラブでの出演は『劇場版 仮面ライダー電王&キバ クライマックス刑事』が最後となったが、タケシレーシング移籍後『劇場版 さらば仮面ライダー電王 ファイナル・カウントダウン』でスーツアクターとして再復帰し、その後もスタントの仕事をメインに、時折スーツアクターとして仮面ライダーシリーズ、スーパー戦隊シリーズ、ウルトラマンシリーズなどに参加している。
2014年、Twitter(現:X)上でスーツアクター、スタントマンとしての引退を表明、現在は柔道整復師の資格を取得。整形外科リハビリテーション科で勤務。将来は整骨院の開業を考えている。
2021年1月22日に発売された『ドゲンジャーズ Blu-ray 特装版』の特典映像として制作されたスピンオフにて、グレイトA役でスーツアクター復帰。

## 出演

### テレビ
顔出し
- 科学戦隊ダイナマン（1983年 - 1984年） - アキラ 役
- 星雲仮面マシンマン（1984年）
- じゃあまん探偵団 魔隣組（1988年） - 江川ノボル 役
- ルーキー!（2001年） - 不良 役
- 仮面ライダーシリーズ
- 仮面ライダーアギト（2001年 - 2002年） - ジェットコースター点検中の男 役
  - 仮面ライダー555（2003年 - 2004年） - 社員 役
  - 仮面ライダー響鬼（2005年 - 2006年） - ダンキ(段田大輔) 役
  - 仮面ライダー電王（2007年 - 2008年） - 借金取りB 役
- メイちゃんの執事（2009年） - 警備員 役
- 左目探偵EYE（2010年） - バスの乗客 役
- 牙狼-GARO- 〜闇を照らす者〜（2013年） - ホラー人間態 役

スタント・スーツアクター
- 重甲ビーファイター（1995年 - 1996年）
- スーパー戦隊シリーズ
  - 超力戦隊オーレンジャー（1995年 - 1996年） - バーロ兵[3]
  - 激走戦隊カーレンジャー（1996年 - 1997年） - リッチハイカー教授[4]、リッチリッチハイカー教授[4]、GGゴキちゃん[4]、ボーゾック怪人（XXミレーノ[5]、PPチープリ[3]）、ワンパー[3]
  - 電磁戦隊メガレンジャー（1997年 - 1998年） - クネクネ[3]
  - 星獣戦隊ギンガマン（1998年 - 1999年） - ヤートット[3]、コルシザー[6]、モルグモルグ[7]
  - 救急戦隊ゴーゴーファイブ（1999年 - 2000年） - インプス[3]
  - 未来戦隊タイムレンジャー（2000年 - 2001年） - ゼニット[3]
  - 魔法戦隊マジレンジャー（2005年 - 2006年） - 冥府神ティターン（代役）[8]
  - 獣拳戦隊ゲキレンジャー（2007年 - 2008年）
  - 炎神戦隊ゴーオンジャー（2009年）
  - 天装戦隊ゴセイジャー（2010年 - 2011年）
  - 海賊戦隊ゴーカイジャー （2011年 - 2012年）
- ビーファイターカブト（1996年 - 1997年） - BFヤンマ[9]
- 闇のパープル・アイ（1996年）
- ボイスラッガー（1999年）
- 燃えろ!!ロボコン（1999年 - 2000年）
- 仮面ライダーシリーズ
  - 仮面ライダークウガ（2000年 - 2001年） - グロンギ怪人[10]（ズ・グムン・バ[11]、ゴ・ガドル・バ格闘体[12] 他）
  - 仮面ライダーアギト（2001年 - 2002年） - 仮面ライダーG3[10] / 仮面ライダーG3-X[10]
  - 仮面ライダー龍騎（2002年 - 2003年） - 仮面ライダーナイト[10]、ゼブラスカル[13]、シールドボーダー[13]
  - 仮面ライダー龍騎スペシャル 13RIDERS（2002年 - 2003年） - 仮面ライダーナイトサバイブ（真司）[14]
  - 仮面ライダー555（2003年 - 2004年） - 仮面ライダーファイズ（赤井）[15]、仮面ライダーカイザ[10]、ホースオルフェノク[10]
  - 仮面ライダー剣（2004年 - 2005年） - 仮面ライダーカリス[10] / ジョーカー[10]
  - 仮面ライダー響鬼（2005年 - 2006年） - 仮面ライダー響鬼[10]、仮面ライダー裁鬼[10]、京介変身体[16]
  - 仮面ライダーカブト（2006年 - 2007年） - 仮面ライダーザビー[10]、仮面ライダーガタック[10]
  - 仮面ライダー電王（2007年 - 2008年） - 仮面ライダーゼロノス[10]
  - 仮面ライダーキバ（2008年 - 2009年） - 仮面ライダーイクサ（セーブモード）[10]
  - 仮面ライダーディケイド（2009年） - 仮面ライダーナイト[17]、仮面ライダー轟鬼[18]、仮面ライダーガタック[19]、仮面ライダーアマゾン[20]、オルタナティブ[20]
  - 仮面ライダーW（2009年 - 2010年）
- 鉄甲機ミカヅキ（2000年）
- 第56回NHK紅白歌合戦（2005年） - 仮面ライダー響鬼
- スカルマン〜闇の序章〜（2007年） - スカルマン[10]
- 大魔神カノン（2010年） - ブジンサマ、タイヘイ
- 満福少女ドラゴネット（2010年）
- 牙狼＜GARO＞〜MAKAISENKI〜（2011年） - 黄金騎士・牙狼
- 妖怪人間ベム（2011年） - ベム
- 非公認戦隊アキバレンジャー（2012年） - 二代目アキバレッド（代役）[21]
- 牙狼-GARO- -魔戒ノ花-（2014年） - 黄金騎士・牙狼

### 映画
顔出し
- 電撃戦隊チェンジマン（1985年） - 少年 役
- 牙狼外伝 桃幻の笛（2013年） - 壮幻 役

スタント・スーツアクター
- ウルトラシリーズ
  - ウルトラマンティガ・ウルトラマンダイナ&ウルトラマンガイア 超時空の大決戦（1999年） - ウルトラマンダイナ[10]
  - ウルトラマンメビウス&ウルトラ兄弟（2006年）
  - 大怪獣バトル ウルトラ銀河伝説 THE MOVIE（2009年）
- ゴジラ2000 ミレニアム（1999年） - オルガ[2]
- 仮面ライダーシリーズ
  - 劇場版 仮面ライダーアギト PROJECT G4（2001年） - 仮面ライダーG3-X[10]
  - 劇場版 仮面ライダー龍騎 EPISODE FINAL（2002年） - 仮面ライダーナイト[10]、シアゴースト[22]
  - 劇場版 仮面ライダー555 パラダイス・ロスト（2003年） - ホースオルフェノク[23]、仮面ライダーカイザ[10]、仮面ライダーオーガ[10]
  - 劇場版 仮面ライダー剣 MISSING ACE（2004年） - 仮面ライダーカリス[10] / ジョーカー[10]、仮面ライダーランス[10]、アルビローチ[24]
  - 劇場版 仮面ライダー響鬼と7人の戦鬼（2005年） - 仮面ライダー響鬼[10] / 仮面ライダー装甲響鬼[25]
  - 劇場版 仮面ライダーカブト GOD SPEED LOVE（2006年） - 仮面ライダーザビー[10]、仮面ライダーガタック[10]、加賀美新（吹き替え）[26]、織田秀成（吹き替え）[26]
  - 劇場版 仮面ライダー電王 俺、誕生!（2007年） - 仮面ライダーゼロノス[10]
  - 仮面ライダー THE NEXT（2007年） - 仮面ライダーV3[10]、ショッカーライダー[27]
  - 劇場版 仮面ライダー電王&キバ クライマックス刑事（2008年）
  - 劇場版 さらば仮面ライダー電王 ファイナル・カウントダウン（2008年） - 仮面ライダーゼロノス[23]
  - 劇場版 超・仮面ライダー電王&ディケイド NEOジェネレーションズ 鬼ヶ島の戦艦（2009年） - 仮面ライダーNEW電王[28]、デネブ（一部）[29]
  - 劇場版 仮面ライダーディケイド オールライダー対大ショッカー（2009年） - 仮面ライダーV3[23]、仮面ライダーX[23]、仮面ライダーアマゾン[23]、仮面ライダー響鬼[30]
  - 仮面ライダー×仮面ライダー×仮面ライダー THE MOVIE 超・電王トリロジー（2010年）
    - EPISODE RED ゼロのスタートウィンクル - 仮面ライダーゼロノス[31]
    - EPISODE BLUE 派遣イマジンはNEWトラル - 仮面ライダーNEW電王[32]
    - EPISODE YELLOW お宝DEエンド・パイレーツ

  - 仮面ライダー×仮面ライダー ウィザード&フォーゼ MOVIE大戦アルティメイタム（2012年） - カースタント
- K-20 怪人二十面相・伝（2008年）
- スーパー戦隊シリーズ
  - 劇場版 炎神戦隊ゴーオンジャーVSゲキレンジャー（2009年）
  - 侍戦隊シンケンジャーVSゴーオンジャー 銀幕BANG!!（2010年）
- SPACE BATTLESHIP ヤマト（2010年）
- 仮面ライダー×スーパー戦隊 スーパーヒーロー大戦（2012年） - ゴーカイレッド[33]、カースタント
- 映画 妖怪人間ベム（2012年） - ベム
- ガッチャマン（2013年）[23]

### オリジナルビデオ
顔出し
- 萌えよ!ドラゴンガールズ（2004年） - 門下生 役
- 美乱

スタント・スーツアクター
- D（1999年）
- 仮面ライダークウガ 超ひみつビデオ「仮面ライダークウガVS剛力怪人ゴ・ジイノ・ダ」（2000年）
- 仮面ライダーアギト 3大ライダー超決戦（バトル）ビデオ アギトvsG3-Xvsギルス いま選ばれる最強ライダー（2001年）
- 百獣戦隊ガオレンジャーVSスーパー戦隊（2001年） - ゴーイエロー[34]
- 仮面ライダー龍騎 ハイパーバトルビデオ 龍騎VSアギト（2002年）
- 仮面ライダー555 ハイパーバトルビデオ（2003年）
- 特捜戦隊デカレンジャーVSアバレンジャー（2004年） - アバレッド[10]
- 仮面ライダー響鬼 超（ハイパー）バトルDVD 明日夢変身! キミも鬼になれる!!（2005年）
- 仮面ライダーカブト 超バトルDVD 誕生!ガタックハイパーフォーム!!（2006年）
- 仮面ライダー電王 超バトルDVD 〜うたって、おどって、大とっくん!!〜（2007年） - ウルフイマジン
- 獣拳戦隊ゲキレンジャーVSボウケンジャー（2008年）
- ウルトラマンメビウス外伝 ゴーストリバース（2009年） - メカザム
- 呀-KIBA- 〜暗黒騎士鎧伝〜（2011年） - 暗黒騎士キバ
- ドゲンジャーズ 第12.5話「エピソード・オブ・アイドール」（2020年） - グレイトA[35]

### 舞台
- ヒーロー（2011年5月20日 - 22日、高円寺明石スタジオ） - アニマルA、管野慎二 役
- ヒーロー2…ありがとう（2012年3月29日 - 4月1日、シアターKASSAI） - アニマルA、管野慎二 役

### CM
顔出し
- CRぱちんこ仮面ライダー MAX EDITION

スタント・スーツアクター
- オロナミンC（仮面ライダー響鬼編）

### PV
- GReeeeN「刹那」 - ぐりんジャー

### ゲーム
- 仮面ライダー龍騎[10]
- 仮面ライダー剣[10]
- 仮面ライダー響鬼[10]
- 龍が如く4

### イベント
- MASKED RIDER LIVE&SHOW 〜十年祭〜（2009年、国際フォーラム） - ゲスト出演